# Onofre Muniz Gomes de Lima
Onofre Muniz Gomes de Lima, brazilski general, * 17. april 1891, † 23. april 1969.